# Şirvanský národní park
Şirvanský národní park (ázerbájdžánsky Şirvan Milli Parkı, anglicky Shirvan National Park) je národní park v Ázerbájdžánu.
Byl vybudován 5. července 2003 dekretem prezidenta Ázerbájdžánu Hejdara Alijeva na ploše 543,74 km2 ve správních oblastech (rajón) Neftçala a Salyan.

## Fauna
Şirvanský národní park je neobyčejně bohatý na ptactvo. Vzácné a cenné druhy ptáků (např. turaj, drop malý, drop velký, labuť, plameňák atd.) přezimovávají a hnízdí v bažinatých oblastech. Srnec je nejrozšířenějším savcem v této krajině.